# Sighnaghi

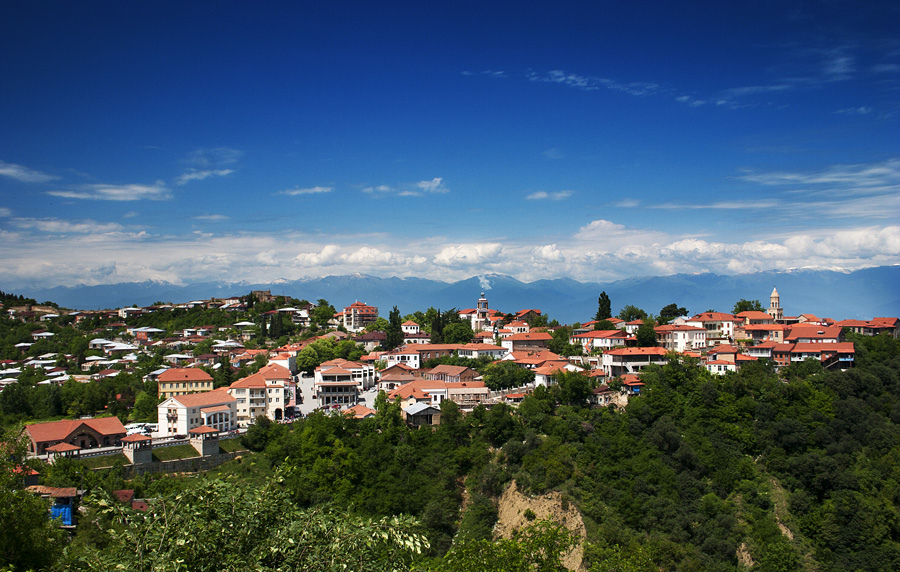
Vue générale de Sighnaghi

Sighnaghi (en géorgien : სიღნაღი), est une ville de Géorgie, située dans la région la plus orientale de Kakhétie et le centre administratif du district de Sighnaghi.

## Présentation
Le territoire de la ville moderne a été peuplé dès la période du paléolithique. La cité était connue sous le nom de Héréthie au cours du Moyen Âge. En 1801, Sighnaghi et le reste de la Géorgie furent rattachés à l'Empire russe.
Sighnaghi comptait 1 485 habitants selon le recensement de 2014. L'économie de Sighnaghi est dominée par la production de vin, de la fabrication des tapis traditionnels géorgiens et du Mtsvadi, une nourriture traditionnelle. La ville et ses environs sont aussi connus pour leurs paysages et ses monuments historiques. Sighnaghi a récemment subi un programme fondamental de reconstruction et est devenu un centre important de l'industrie touristique de la Géorgie. Le musée de Sighnaghi est rattaché au Musée national géorgien.

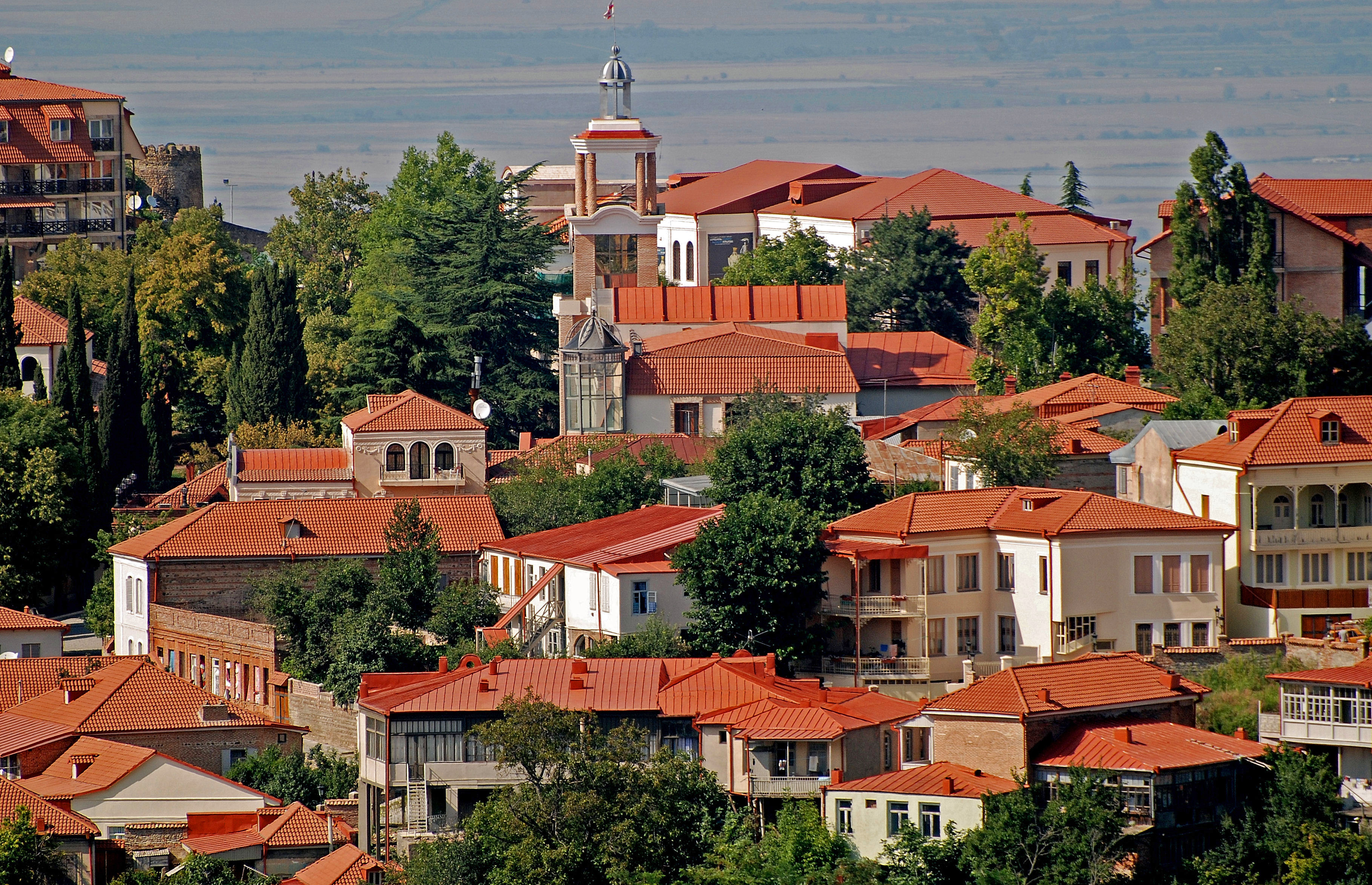
Le centre de Sighnaghi.
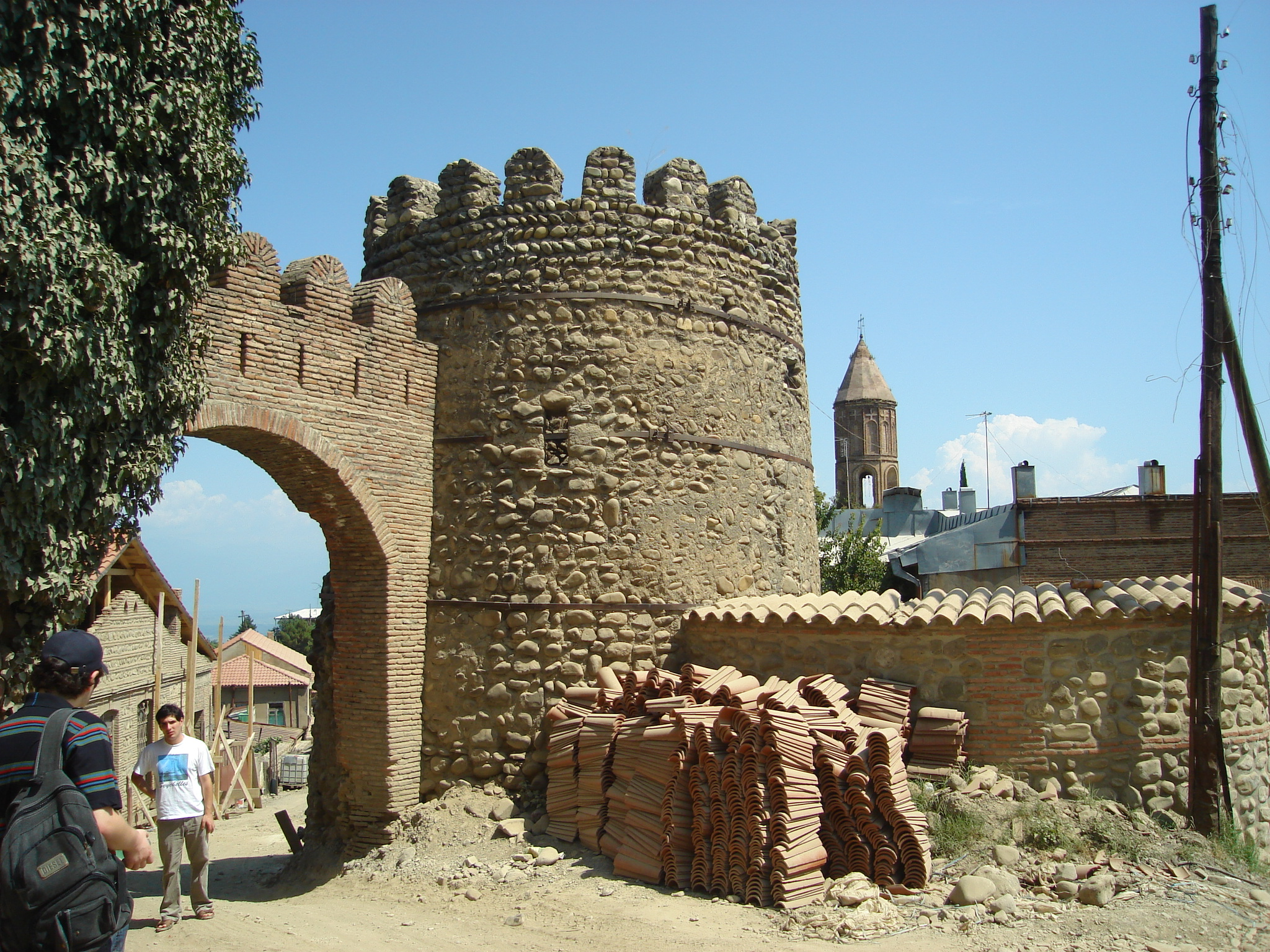
La vieille enceinte de Sighnaghi.
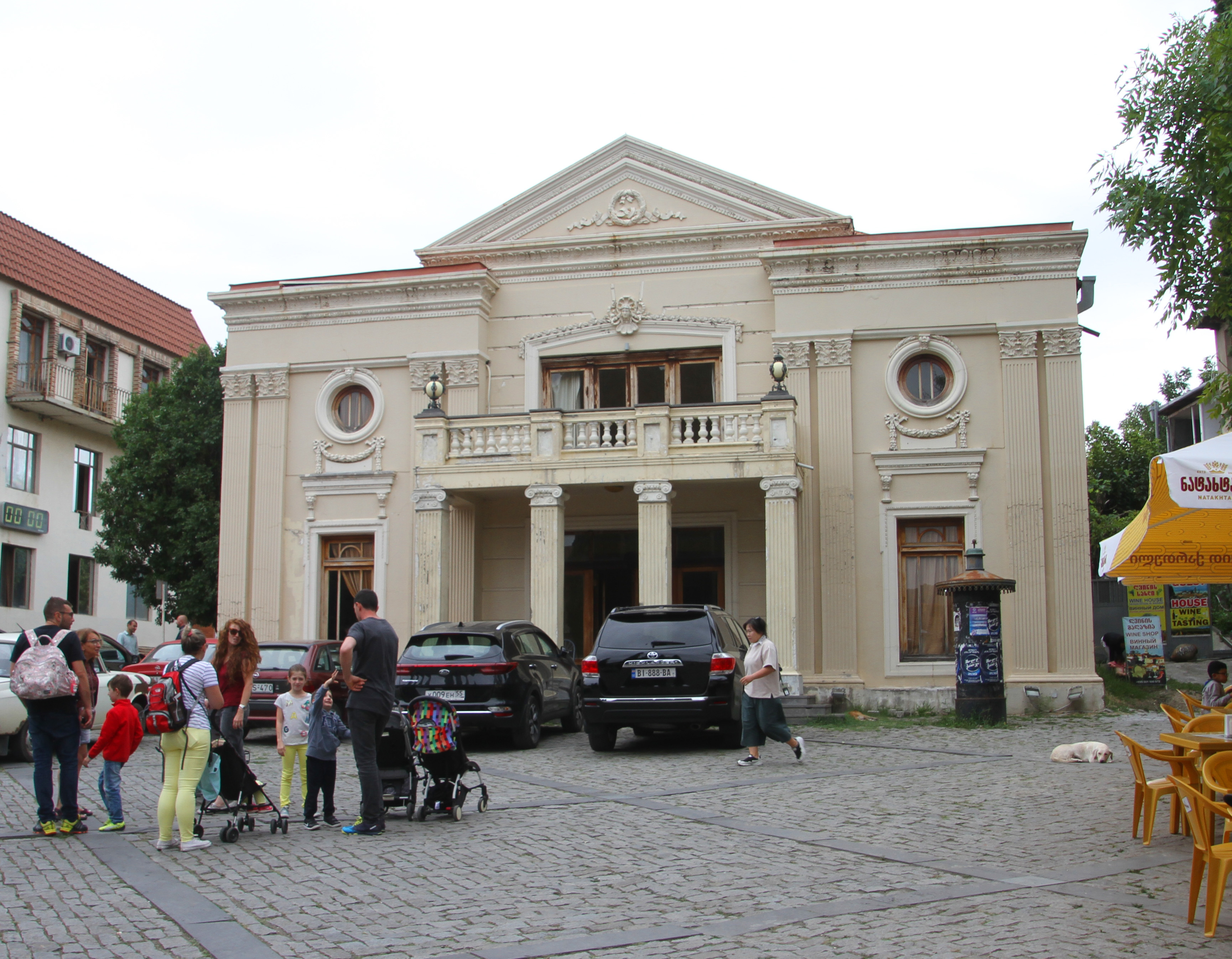
Théâtre
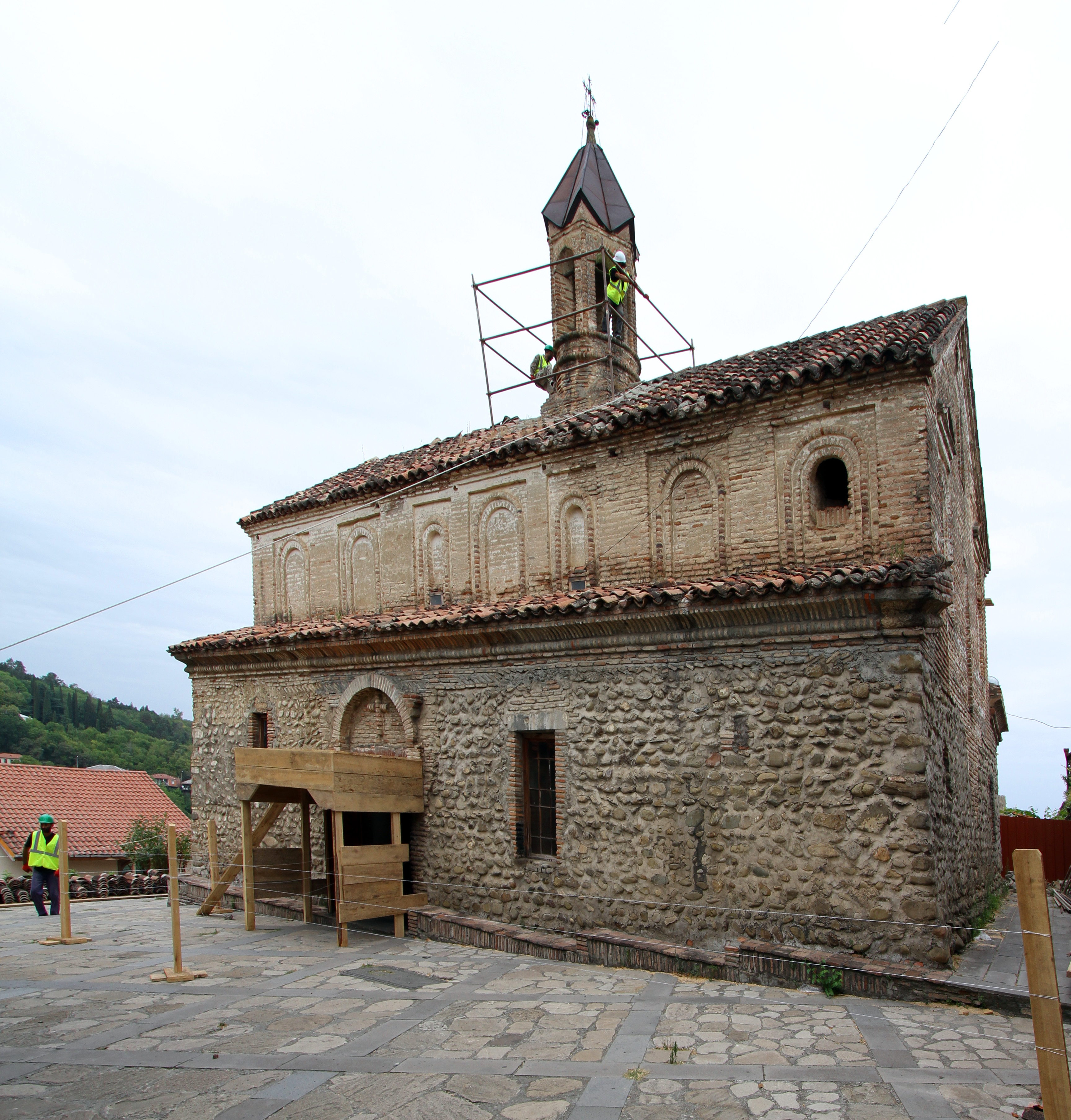
Église Saint-George

## Culture et attractions
Sighnaghi et ses environs abritent plusieurs monuments historiques et culturels et sont spécialement protégés par l'État depuis 1975. La ville est entourée de restes de fortifications du XVIIIe siècle. Il y a deux églises orthodoxes géorgiennes dans la ville même, l'une dédiée à Saint-Georges et l'autre à Saint-Étienne. Le vénérable monastère de Bodbe est situé à 2 km de Sighnaghi et constitue un lieu de pèlerinage en raison de son association avec sainte Nino, l'apôtre de Géorgie du IVe siècle.
Sighnaghi est connue comme une "ville de l'amour" en Géorgie, et de nombreux couples s'y rendent juste pour se marier.

## Géographie et climat
La ville a une superficie de 2.978 ha dont 24.3% sont résidentiels. Sighnaghi se trouve à environ 113 km au sud-est de Tbilissi, capitale de la Géorgie. Le district de Sighnaghi est adjacent, à l’est et au sud-ouest de la ville. Sighnaghi est situé au pied oriental de la chaîne de Gombori, une ligne de partage des eaux entre les vallées Iori et Alazani, dans une région agricole et fruitière productive. À une altitude d'environ 790 m, la ville surplombe la vallée de l'Alazani et fait face aux montagnes du Grand Caucase.
Sighnaghi a un climat tempéré méditerranéen. Il y a quatre saisons: les hivers sont modérément froids et les étés peuvent être chauds. La température moyenne la plus élevée est en juillet à 24,3 °C, tandis que la température moyenne la plus basse est en janvier à 0,2 °C. Les précipitations annuelles moyennes vont de 602,1 à 949,7 mm, les plus fortes étant observées au printemps et au début de l'été.